# Ahmad Mendes Moreira
Ahmad Mendes Moreira, né le 27 juin 1995 à Schiedam aux Pays-Bas, est un footballeur international guinéen qui évolue au poste d'ailier en Super League grecque dans le club du PAS Giannina.

## Carrière
Le 4 avril 2018, Mendes Moreira signe un contrat avec effet du 1er juillet 2018 jusqu'à la mi-2019 avec le FC Groningen,,. Auparavant, il avait joué pour les Kozakken Boys au niveau amateur.
Le 12 août 2018, il fait ses débuts officiels en tant que remplaçant du FC Groningen lors du match à l'extérieur de l'Eredivisie contre le SBV Vitesse, qui se solde par une défaite 5-1.
Il est transféré au SBV Excelsior en juillet 2019 pour un contrat de deux ans. En novembre 2019, Mendes Moreira est victime d’insultes et de cris racistes de la part des supporters adverses du FC Den Bosch entraînant l’interruption du match par l’arbitre. Le FC Den Bosch tente d'abord de prétendre que les sons proviennent de ceux de leurs fans imitant les corbeaux, mais s'excuse pour cette fausse information. Dans ce même match, quelques minutes après la reprise du jeu, il marque le but permettant à son club de reprendre l’avantage 1-2. Les joueurs néerlandais  protestent ensuite en se tenant debout pendant une minute au début des matchs suivants.
Le 6 août 2021, il signe un contrat avec le club grec du PAS Giannina.

## Carrière internationale
Né aux Pays-Bas d'un père bissaoguinéen et d'une mère guinéenne d'éthnie Loma, Mendes Moreira choisit d'évoluer sportivement avec la Guinée et fait ses débuts avec l'équipe nationale de ce pays lors d'un match amical 0-0 avec la Turquie le 31 mai 2021,. Le 6 octobre 2021, il dispute son premier match officiel pour la Guinée lors d'un match de qualification à la Coupe du monde contre le Soudan (1-1).